# Ectatoderus sandrasagarai
Ectatoderus sandrasagarai is een rechtvleugelig insect uit de familie Mogoplistidae. De wetenschappelijke naam van deze soort is voor het eerst geldig gepubliceerd in 1956 door Fernando.